# 園村健介
園村 健介（そのむら けんすけ、1981年1月4日 - ）は、日本の映画監督、アクション監督、スタント、アクション・コーディネーター。

## 来歴
宮城県出身。学生時代に倉田アクションクラブに入団、スタントの基礎を学ぶ。退団後、フリーの時期を経て2003年ユーデンフレームワークスに所属。数々の作品でスタントプレイヤーとして活動後『LOVE DEATH』（’06）にてアクション監督としてデビュー。その後は映画、TV、ゲーム等、幅広いジャンルでアクション監督として活動中。2019年、『HYDRA』で映画監督としてもデビュー。

## 参加作品

### 映画
- AIKI（2002年）出演
- 龍虎兄弟（2002年）スタント
- サバイバル自衛隊 SO SOLDIER（2003年）スタント
- BIRD'S EYE/バーズ・アイ（2003年）スタント
- メシア ~伝えられし者たち~ （2003年）スタント
- D.P（2004年）スタント
- ファンタスティポ（2004年）スタント
- ホールドアップダウン（2005年）アクション監督補
- 魁!!クロマティ高校/THE★MOVIE（2005年）スタント
- SHINOBI -HEART UNDER BLADE-（2005年）スタント
- ラブデス／LOVE DEATH（2006年）アクション監督
- 真・女立喰師列伝『荒野の弐挺拳銃　バーボンのミキ』（2007年）アクション指導
- どろろ（2007年）アクションコーディネーター／スタント
- 斬〜KILL〜『キリコ』（2008年）アクション監督
- 片腕マシンガール（2008年）アクションコーディネーター
- ボディ・ジャック（2008年）アクション監督
- ハード・リベンジ、ミリー（2008年）アクションコーディネーター
- 真一文字拳（2008年）アクション監督
- バイオハザード ディジェネレーション（2008年）アクション監督
- THE CODE/暗号（2009年）アクション監督
- ハード・リベンジ、ミリー ブラッディバトル（2009年）アクション監督
- クロネズミ（2010年）アクション監督
- GANTZ（2011年）アクションコーディネーター／スタント
- GANTZ PERFECT ANSWER（2011年）アクションコーディネーター／スタント
- 女忍 KUNOICHI（2011年）アクション監督
- AVN/エイリアンvsニンジャ（2011年）アクション監督
- 極道兵器（2011年）アクション監督補
- デッドボール（2011年）アクションコーディネーター
- DOG×POLICE 純白の絆（2011年）スタント
- 鉄拳 ブラッド・ベンジェンス（2011年）アクション監督
- 怪物くん(映画)（2011年）スタント
- バイオハザード ダムネーション（2012年）アクション監督
- 決闘の大地で ／The Warrior's Way （2012年日本公開） アクション監督補
- BUSHIDO MAN：ブシドーマン（2012年）アクション監督
- 図書館戦争（2013年）アクションコーディネーター
- THE NEXT GENERATION -パトレイバー-（2014年〜）アクション監督
- さまよう小指（2014年）アクション監督
- 恋する♡ヴァンパイア（2015年）アクション監督
- THE NEXT GENERATION パトレイバー 首都決戦（2015年）アクション監督
- アイスマン（2015年日本公開）日本ユニットアクションコーディネーター
- モンキー・マジック 孫悟空誕生（2015年日本公開）スタント
- ストレイヤーズ・クロニクル（2015年）アクションコーディネーター
- ソレダケ / that’s it（2015年）アクションコーディネーター
- バケモノの子（2015年）モーションコーディネーター
- 東京無国籍少女（2015年）アクション監督
- 忍者狩り（2015年）アクション監督
- 珍遊記 -太郎とゆかいな仲間たち-（2016年）アクション監督
- 64-ロクヨン- 前編/後編（2016年）アクションコーディネーター
- ディストラクション・ベイビーズ（2016年）アクションコーディネーター
- 葛城事件（2016年）アクションコーディネーター
- GANTZ:O（2016年）アクション監督
- バイオハザード: ヴェンデッタ（2017年）アクション監督
- マンハント（2017年）アクションコレオグラファー
- アイスマン 宇宙最速の戦士（2019年日本公開）日本ユニットアクションコーディネーター
- HYDRA（2019年）監督
- ベイビーわるきゅーれ（2021年）アクション監督
- 裸足で鳴らしてみせろ（2021年）アクションコーディネーター
- 生きててよかった（2022年）アクション監督
- 終末の探偵（2022年）アクション監督
- BAD CITY（2023年）監督
- ベイビーわるきゅーれ 2ベイビー（2023年）アクション監督
- 最後まで行く（2023年）アクションコーディネーター
- 次元大介（2023年）アクション監督
- 陰陽師0（2024年）アクション監督
- ベイビーわるきゅーれ ナイスデイズ（2024年）アクション監督
- ゴーストキラー（2025年）監督・アクション監督

### TV
- ライオン丸G（2006年、TXN）アクション監督補／スタント
- Strangers 6（2012年1月 - 、WOWOW）日本ユニットアクション監督補
- 安堂ロイド〜A.I. knows LOVE?〜（2013年10月 - 12月、TBS）アクションコーディネーター
- ディアスポリス 異邦警察（2016年4月 - 6月、MBS・TBS）アクションコーディネーター
- HiGH&LOW Season2（2016年6月、NTV）アクション監督
- コードネームミラージュ （2017年4月 - 9月、TXN）アクション監督
- 宮本から君へ （2018年4月 - 6月、TXN）アクションコーディネーター
- あまんじゃく（2018年9月24日、TXN）アクションコーディネーター
- ボイス 110緊急指令室（2019年7月 - 9月、NTV）アクション監督
- 罪夢者（中国語版）（2019年、Netflix）アクションコーディネーター
- ベイビーわるきゅーれ エブリデイ!（2024年9月 - 11月、TXN）アクション監督

### ゲーム
- デビルメイクライ3（2005年）アクションコーディネーター／スタント
- 戦国無双2（2006年）スタント
- ゼノサーガ エピソードIII（2006年）アクションコーディネーター／スタント
- デビルメイクライ4（2008年）アクションコーディネーター／スタント
- メタルギアソリッド4（2008年）アクション監督補
- BAYONETTA - ベヨネッタ（2009年）スタント
- VANQUISH（2010年）アクションコーディネーター
- 真・三國無双 VS（2012年）アクションコーディネーター／スタント
- メタルギア ライジング リベンジェンス（2013年）殺陣師／監修
- アルスラーン戦記無双（2015年）オープニングムービー　アクション監督
- 戦国BASARA　烈伝シリーズ 真田幸村伝（2016年）ムービーシーン監督

### その他
- 山本寛斎スーパーショー『やまぐち元気伝説』（2001年）出演：入道役
- KILLERS キラーズ『KILLER IDOL』（2003年）出演：田原光一役
- 舞台「ジャージマン／プロペラ犬」（2008年）アクション監督
- 舞台「演劇ロックIN赤阪BLITZ プロペラ犬×筋肉少女帯アウェーインザライフ／プロペラ犬」（2010年）殺陣師
- YASSY（2009年/短編）アクションコーディネーター／出演
- KARAKURI（2011年/短編）アクション監督
- AVY/宇宙人対極道【「AVN」スピンオフショートムービー】（2011年）アクション監督
- モンスターストライク (アニメ) （2018年 - ）アクション監督
- SAKAMOTO DAYS（2025年）OPアクションビデオコンテ[注 1]